# Портова, Елена Викторовна
Елена Викторовна Портова (5 сентября 1985, Чимкент, Казахская ССР, СССР) — казахстанская гандболистка, линейный. Серебряный призёр летних Азиатских игр 2006 года, чемпионка Азии 2010 года.

## Биография
Родилась 5 сентября 1985 года в городе Чимкент.
Играла в гандбол на позиции линейного за «Казыгурт» из Шымкента, московский «Луч», а также «Астану», где была капитаном команды и временно исполняла тренерские обязанности.
В 2006 году в составе женской сборной Казахстана завоевала серебряную медаль летних Азиатских игр в Дохе.
В 2008 году вошла в состав женской сборной Казахстана по гандболу на летних Олимпийских играх в Пекине, которая заняла 10-е место. Играла на позиции линейного, провела 5 матчей, забила 15 мячей (по пять в ворота сборных Норвегии и Анголы, три — Китаю, по одному — Румынии и Франции).
В 2010 году в составе сборной Казахстана выиграла чемпионат Азии, проходивший в Алма-Ате. Сделала значительный вклад в победу в финале чемпионата над сборной Южной Кореи (33:32). Казахстанские гандболистки завоевали путёвку на чемпионат мира 2011 года, на который Портову после масштабного обновления состава не взяли. Главный тренер сборной Казахстана Юн Тэ Иль объяснил это решение хроническими проблемами Портовой с коленями — травмы не позволяют его выдерживать высокие нагрузки.
В 2011 году вошла в число лучших спортсменов Шымкента.
Мастер спорта международного класса.
Училась в Российском государственном университете физкультуры, спорта, молодёжи и туризма в Москве. Её магистерская диссертация была посвящена вопросам подготовки гандболисток, исполняющих семиметровые штрафные броски.
Увлекается музыкой, собиранием картин из пазлов.